# Cynomorium
Cynomorium, monotipski biljni rod smješten u vlastitu porodicu Cynomoriaceae, dio reda Saxifragales. Jedina priznata vrsta je C. coccineum koji je rasprostranjen u zemljama Mediterana, sjeverna Afrika i španjolska, te od istočne obale Sredozemlja i Crnog mora na istok do Unutrašnje Mongolije
Parazitska je vrsta dobro poznata u etnofarmakologiji, iako je njezina trenutna upotreba kao kurativnog lijeka prijavljena samo u nekim etničkim skupinama Sjeverne Afrike i Arapskog poluotoka. Često je poznata kao "malteška gljiva" zbog svog jedinstvenog izgleda i odsutnosti klorofila, C. coccineum prisutna je u gotovo cijelom mediteranskom bazenu. Tek je nedavno nekoliko istraživačkih skupina počelo tražiti potvrdu nekih od njegovih tradicionalnih upotreba za isticanje prethodno nepoznatih bioloških aktivnosti.

## Galerija
- C. coccineum
- C. coccineum
- C. coccineum
- C. coccineum